# Sannat (Creuse)
Sannat ist eine Gemeinde im Zentralmassiv in Frankreich. Sie gehört zur Region Nouvelle-Aquitaine, zum Département Creuse, zum Arrondissement Aubusson, zum Kanton Évaux-les-Bains. Die Bewohner nennen sich die Sannatois.

## Geografie
Sie grenzt im Norden an Chambon-sur-Voueize, im Nordosten an Évaux-les-Bains und Saint-Julien-la-Genête, im Osten an Reterre, im Südosten an Arfeuille-Châtain, im Südwesten an Mainsat und Saint-Priest und im Nordwesten an Tardes. An der östlichen Gemeindegrenze verläuft der Fluss Chat Cros, im Westen die Méouze, deren Zufluss Ruisseau de Méouse das Gemeindegebiet durchquert.

## Sehenswürdigkeiten
- L'Arbre du Loup
- Kriegerdenkmal
- Château de La Ville-du-Bois
- Château du Tirondeix
- Neugotische Kirche aus dem 14. Jahrhundert

## Bevölkerungsentwicklung
| Jahr      | 1962 | 1968 | 1975 | 1982 | 1990 | 1999 | 2008 | 2013 |
| --------- | ---- | ---- | ---- | ---- | ---- | ---- | ---- | ---- |
| Einwohner | 708  | 627  | 571  | 481  | 432  | 370  | 384  | 403  |